# Israa al-Ghongham
Israa al-Ghomgham (arabisch إسراء الغمغام, DMG Isrāʾ al-Ġamġām; * 1988 oder 1989) ist eine saudi-arabische Menschenrechtsaktivistin.

## Hintergrund
Al-Ghongham wurde für ihre detaillierte Berichterstattung über die Proteste des Arabischen Frühlings in Saudi-Arabien bekannt. Im Bezirk al-Qatif leben besonders viele saudische Schiiten. Die gleichnamige Hafenstadt nahm bei den Protesten ab 2011 eine zentrale Rolle ein. Saudische Schiiten wie al-Ghomgham werden dort seit Jahren systematisch diskriminiert. Einige wahhabitische Gelehrte fordern sogar eine Zwangskonversion zum wahhabitischen Islam. Zudem müssen sie Sondersteuern bezahlen. Al-Ghongham forderte unter anderem Reformen und rief über die sozialen Netzwerke zum Protest gegenüber dem saudischen Königshaus auf.

## Festnahme und Verurteilung
Sie wurde Anfang Dezember 2015 gemeinsam mit ihrem Mann Moussa al-Hashem festgenommen. 2018 wurde sie mit fünf weiteren Aktivisten unter anderem wegen Aufruf zum Protest und Singen von regimefeindlichen Slogans angeklagt.
Der zuständige Staatsanwalt forderte die Todesstrafe. Damit wäre al-Ghongham die erste Frau in Saudi-Arabien gewesen, die für politischen Protest zum Tode verurteilt wurde. Der Vorgang wurde weltweit scharf kritisiert. Human Rights Watch und Amnesty International bewerteten das Gerichtsverfahren als politisch motiviert und forderten die unverzügliche Freilassung.
Ende Januar 2019 wurde die Todesstrafe für al-Ghongham ausgeschlossen. Im Februar 2021 wurde sie schließlich zu einer achtjährigen Haftstrafe verurteilt. Der Fall gilt als Musterbeispiel für das autoritäre Rechtssystem in Saudi-Arabien und wird als Widerspruch zur Reformlinie von Kronprinz Mohammed bin Salman angesehen.